# Proximity
Pour plus de détails, voir Fiche technique et Distribution.
Proximity est un téléfilm américain réalisé par Scott Ziehl, diffusé en 2001.

## Synopsis
William Conroy, emprisonné pour avoir provoqué la mort d'une de ses étudiantes en conduisant en état d'ivresse, est l'objet d'une tentative d'assassinat par ses gardiens et un détenu complice. Dans une course contre la montre et ses adversaires qui agissent dans l'illégalité, il va devoir mettre en œuvre des ressources inhabituelles pour faire éclater la vérité sur un circuit de vengeances privées.

## Fiche technique
- Titre : Proximity
- Réalisation : Scott Ziehl
- Scénario : Ben Queen & Seamus Ruane
- Musique : Stephen Cullo
- Photographie : Adam Kane
- Production : Alan Schechter
- Sociétés de production : Warner Bros. & Zinc Entertainment Inc.
- Société de distribution : Warner Bros.
- Pays de production :  États-Unis
- Langue : Anglais
- Format : Couleur - Dolby Digital - 35 mm - 1.85:1
- Genre : Thriller, Action
- Durée : 91 min
- Date de première diffusion :
  - États-Unis : 15 avril 2001[1]
- Classification : USA : R (certificat #37818)

## Distribution
- Rob Lowe (VF : Bruno Choël) : William Conroy
- Jonathan Banks (VF : Paul Borne) : Price
- James Coburn (VF : Marc de Georgi) : Jim Corcoran
- Terrence 'T.C.' Carson (VF : Guillaume Orsat) : Yaskin
- Joe Santos (VF : Mario Santini) : Clive Plummer
- Kelly Rowan : Anne Conroy
- Mark Boone Junior (VF : Marc François) : Eric Hawthorne
- David Flynn (VF : Emmanuel Karsen) : Lawrence
- Rick Williams : Edwin Cole